# Saare Dolomiit-Väokivi
Saare Dolomiit-Väokivi är ett estniskt företag som grundades år 1997. Företaget är verksamt inom brytning och bearbetning av natursten. Dess huvudkontor ligger i Tallinn och dess fabrik på ön Saaremaa.
Från 2007 använder företaget varumärket Reval Stone för att marknadsföra sina produkter.

## Historia
Företagets historia kan dateras tillbaka till 1967 när en avdelning av "Eesti Dolomiit" ("Estnisk dolomit") grundades på Saaremaa. Företaget är ett av de äldsta företagen som bryter och bearbetar kalksten och dolomit i Estland. 1989 grundades ett estniskt-kanadensiskt samriskföretag "Saare Dolomiit - McIntosh Granite Corporation" som gick i konkurs 1994.. Det var föregångare till företaget "Saare Dolomiit", som grundades 1997. Sedan 2003 heter detta företag "OÜ Saare Dolomiit-Väokivi".
2015 var företagets omsättning 1,86 miljoner Euro.

## Stenbrott
Saare Dolomiit-Väokivi har fyra stenbrott – på ön Saaremaa (Kaarma dolomit och Selgase dolomit), i Tallinn (Lasnamäe kalksten) och nära Märjamaa (Orgita dolomit).